# Bonagia (UPL di Palermo)
Bonagia è la tredicesima unità di primo livello di Palermo. Consiste in un rione collocato all'interno del quartiere di Villagrazia-Falsomiele, nella zona meridionale della città.  
Rientra nella III Circoscrizione.

## Origine del nome
Il nome Bonagia deriva dalla parola greca antica d’ambito bizantino Παναγία (Panaghìa, 'Tutta Santa'), attributo di Maria, con tutta probabilità in riferimento a qualche immagine sacra che si trovava in questa zona. Tale nome ricorre anche in altre località siciliane, come il paese di Bonagia, in provincia di Trapani; e il capo di Santa Panagia, all’estremità settentrionale del promontorio di Siracusa.

## Storia
Un documento storico attesta che la borgata agricola di Bonagia, posta nell'area della Conca d'Oro e a sud del centro storico di Palermo, fosse già presente nel XIII secolo. Il nucleo ha mantenuto l'aspetto e l'originaria destinazione fino alla seconda metà del Novecento, quando la zona è stata interessata dalla massiccia costruzione di ampi insediamenti di edilizia residenziale pubblica. Nei piani urbanistici del tempo, infatti, la periferia meridionale della città - in cui ricadeva la borgata - era stata destinata in misura maggiore alle classi sociali meno abbienti. Con l'esponenziale aumento della superficie edificata, la località ha abbandonato la disposizione all'agricoltura per svilupparsi come un popoloso quartiere suburbano.  
Il definitivo inglobamento del rione nel tessuto del capoluogo è avvenuto all'inizio degli anni '60 con l'apertura del viale della Regione Siciliana, asse stradale concepito per l'attraversamento veloce della città ma che ha assunto anche la funzione di integrare diversi nuclei un tempo extra-urbani - poiché posti al di là del centro originario di Palermo - nelle maglie dell'espansione edilizia.  
In seguito al terremoto del Belice del 1968, questa e altre zone della città - tra cui lo ZEN, Borgo Nuovo e la Zisa - sono state interessate dal fenomeno delle occupazioni abusive di case popolari non ancora completate, che ha contribuito alla nascita delle condizioni di disagio in cui tutt'oggi riversano certi nuclei residenziali. Nel corso degli anni '70 si è assistito ad un'ulteriore intensificazione degli insediamenti di tipo popolare ed economico, che ancora oggi caratterizzano la zona. 